# Indusie

## Étymologie
Du latin indusium (chemise), dérivé de induo.

## Botanique

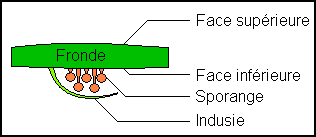
Schéma de sore de fougère.

Les indusies sont de fines membranes protégeant les sporanges chez les fougères.
Les indusies prennent des couleurs variées : blanches, jaunes, brunes. Elles peuvent être linéaires, en forme de haricot (réniformes) ou constituées par la bordure du limbe enroulée sur elle-même.

## Mycologie

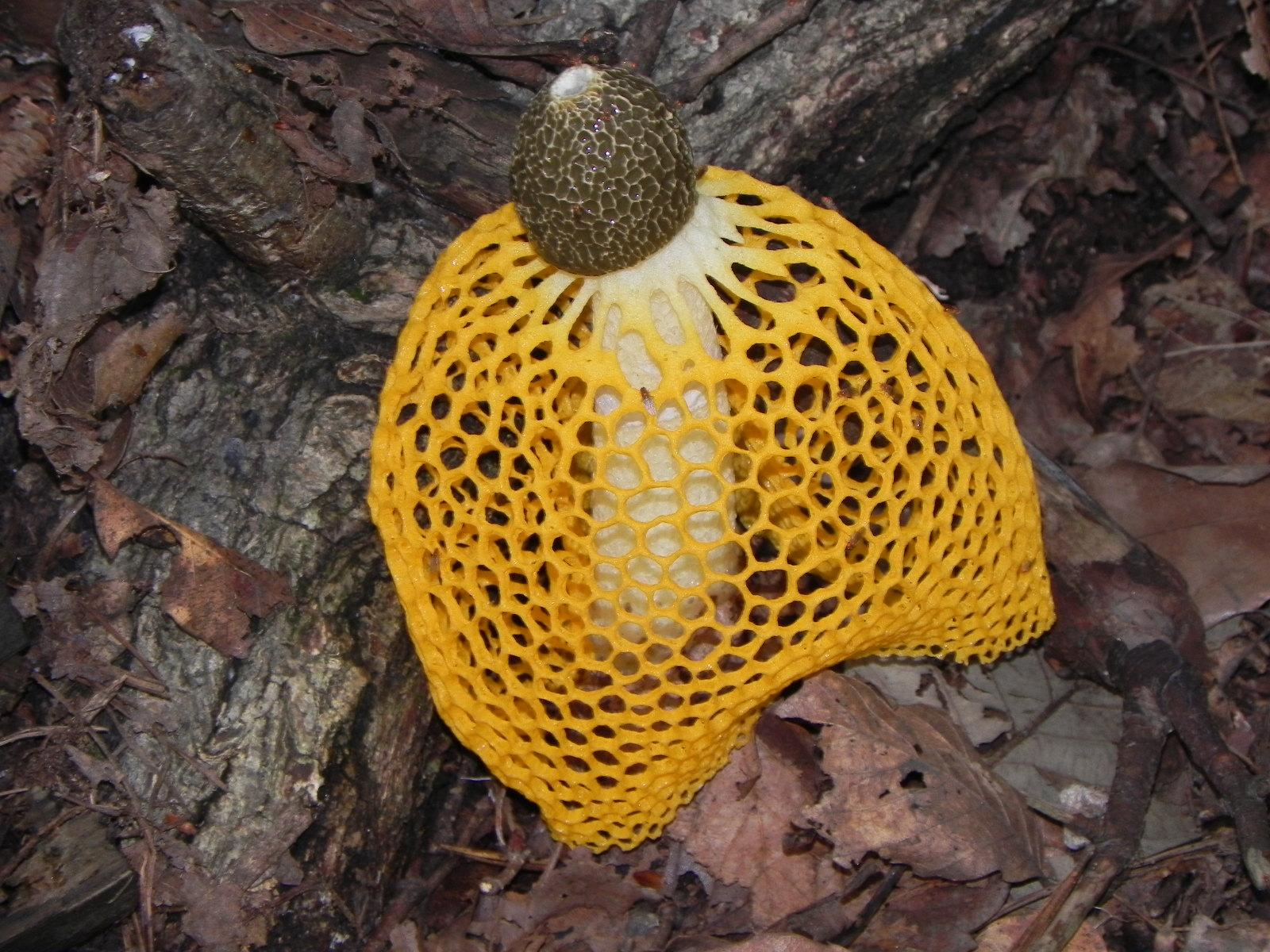
Phallus luteus

Chez Phallus, l'indusie est un voile en forme de jupe, ressemblant à un filet à mailles plus ou moins développées, accroché au bord du chapeau et entourant le pseudostipe. Suivant les espèces, il peut être très court, il peut aussi atteindre le sol.